# Воскресенский собор (Берлин)
Воскресе́нский собо́р (нем. Christi-Auferstehungs-Kathedrale) — кафедральный собор Берлинской и Германской епархии Русской Православной Церкви, расположенный в Берлине.

## История
В 1935 году участок земли, выделенный Русской зарубежной церкви для строительства храма на Фербеллинерплатц, был продан за долги. Новому владельцу потребовалось помещение занимаемое храмом, и перед православными снова встала угроза остаться без церкви, так как договор о найме не мог быть продолжен.
24 апреля 1936 года Рейхсминистерство церковных дел Германии сообщило митрополиту Антонию (Храповицкому) о решении правительства Пруссии и возможности строительства нового кафедрального собора на Гогенцоллерндамм — частично на средства министерства. В ответ митрополит Антоний в благодарственном письме писал министру Гансу Керлу: «В то время, когда Православная Церковь на нашей Родине подвергается беспрецедентным преследованиям, нас особенно трогает внимание Германского правительства и ваше лично, пробуждает в нас чувство глубокой благодарности германскому народу и его славному вождю Адольфу Гитлеру и побуждает нас к сердечной молитве за его и германского народа здоровье, благополучие и о Божественной Помощи во всех их делах».
Правительство Германии приобрело за 15.000 рейхсмарок, недалеко от прежнего храма, подходящий участок на Гогенцоллерндамм и сделало первое вложение в сумме 30.000 марок. «Трудовой фронт» дал за освобождение помещения на Фербеллинерплатц 25.000 марок, и по мере необходимости правительство делало дальнейшие финансовые вложения. Также в строительстве собора помогла и Евангелическая церковь Германии. Был организован сбор частных пожертвований, в числе жертвователей были великий князь Кирилл Владимирович и царь Болгарии Фердинанд I. Король Югославии и его правительство пожертвовали 5.000 марок на постройку причтового дома.
31 августа 1936 года однопрестольный собор на 500 человек был заложен епископом Тихоном (Лященко) по проекту русского архитектора-эмигранта Сергея Шостовского, который в экстерьере вдохновился новгородским зодчеством, в интерьере — византийско-романским стилем. Строительством бетонного здания, до сих пор остающегося в собственности немецкого государства, два года занимался немец Карл Шельберг. Двухъярусный иконостас дореволюционной работы прислал из Варшавы митрополит Дионисий (Валединский), глава Польской Православной Церкви.
12 июня 1938 года состоялось торжественное освящение собора, которое возглавил возглавил первоиерарх РПЦЗ митрополит Анастасий (Грибановский) в присутствии представителей Сербской и Болгарской Православной Церквей. Приветствия в этот день прислали Патриарх Антиохийский Александр III, архиепископы Афинский и Кипрский.
В 1945 году собор оказался в западном секторе города. Настоятель, протоиерей Димитрий Кратиров, признал юрисдикцию Московского Патриархата после приходского собрания, составленного из советских солдат. При этом собор остался собственностью города. Посетивший Берлин протопресвитер Николай Колчицкий отметил: «Среди общих развалин вокруг храм оказался почти уцелевшим; имеется только маленькая пробоина в куполе и выбиты стекла, но сейчас храм находится в полном порядке».
Настоятелями собора после того были правящие архиереи Берлинской епархии Московского Патриархата.
С 1951 года кроме восточнославянского в соборе свершаются службы на немецком языке.
По окончании обширной реконструкции 26 октября 1953 года собор был освящён архиепископом Борисом (Виком).
Позднее было много встреч представителей Русской православной церкви с мэром города по вопросу приобретения Собора в собственность Берлинской епархии Московского Патриархата, которые заканчивались отказом со стороны городского управления. Попытки Русской зарубежной церкви вернуть себе собор успехом не увенчались.
В 2000 году Воскресенский собор был признан памятником архитектуры.
В 2008 году ответственный по взаимоотношениям Берлинской епархии РПЦ МП с правительством Германии и общественностью, игумен Даниил (Ирбитс), возобновил переговоры с мэрией Берлина о приобретении собора в собственность Московской Патриархии. В 2010 году городские власти согласились продать собор и находящуюся под ним землю Берлинской епархии РПЦ МП в собственное владение, сделка была оформлена в начале 2011 года.

## Архитектура и интерьер
Пятикупольный собор стоит на краю площади, на небольшом возвышении, среди зелени, и отличается простой композицией: центральный четверик завершён закомарами и увенчан световым барабаном с шлемовидным куполом, покрытым тёмной медью. К основному объёму примыкают боковые низкие притворы. Гладкие светлые стены расчленены лопатками и прорезаны высокими полуциркульными заглубленными окнами. Входной портал оформлен аркой, опирающейся на две колонны, и украшен иконой и крестом. На восточном фасаде возвышается звонница.
Интерьер собора, отличающийся хорошей акустикой, разделён на три части аркадой с колоннами. Над аркадой размещены иконы праздников. Помещение освещается днём через окна с матовыми стеклами, вечером — медным паникадилом. Боковые части перекрыты деревянными балками. Стены оштукатурены, не расписаны и завершены аркатурным фризом. Пол покрыт тёмной и белой плиткой. Высокий темного дуба резной иконостас имеет в нижнем ярусе всего четыре иконы, написанные на золотом фоне.